# Jana grisea
Jana grisea är en fjärilsart som beskrevs av Emilio Berio 1937. Jana grisea ingår i släktet Jana och familjen Eupterotidae. Inga underarter finns listade i Catalogue of Life.